# Pheronema pseudogiganteum
Pheronema pseudogiganteum is een sponssoort in de taxonomische indeling van de glassponzen (Hexactinellida). De spons leeft diep in zee. Het skelet van de spons bestaat uit spicula van kiezel.
De spons behoort tot het geslacht Pheronema en behoort tot de familie Pheronematidae. De wetenschappelijke naam van de soort werd voor het eerst geldig gepubliceerd in 2000 door Tabachnick & Lévi.